# Colorado Rockies
Colorado Rockies är en professionell basebollklubb i Denver i Colorado i USA som spelar i National League, en av de två ligorna i Major League Baseball (MLB). Klubbens hemmaarena är Coors Field.

## Historia
Klubben grundades 1993 när National League utökades med två nya klubbar (den andra var Florida Marlins).
Rockies gick till slutspel redan 1995, under tredje säsongen. Klubben nådde sin hittills största framgång 2007 när man gick till World Series, men förlorade där i fyra raka matcher mot Boston Red Sox.

## Hemmaarena
Hemmaarena är Coors Field, invigd 1995. De två första åren spelade Rockies i Mile High Stadium.

## Spelartrupp

### Aktiva
| Nr | Land                    | Pos | Namn              |
| -- | ----------------------- | --- | ----------------- |
| 18 | USA                     | P   | Ryan Feltner      |
| 21 | USA                     | P   | Kyle Freeland     |
| 26 | USA                     | P   | Austin Gomber     |
| 29 | USA                     | P   | Robert Stephenson |
| 32 | Dominikanska republiken | P   | Dinelson Lamet    |
| 48 | Venezuela               | P   | Germán Márquez    |
| 49 | Venezuela               | P   | Antonio Senzatela |
| 51 | Dominikanska republiken | P   | José Ureña        |
| 52 | USA                     | P   | Daniel Bard       |
| 54 | Dominikanska republiken | P   | Carlos Estévez    |
| 58 | USA                     | P   | Lucas Gilbreath   |
| 59 | USA                     | P   | Jake Bird         |
| 61 | USA                     | P   | Justin Lawrence   |

| Nr | Land                    | Pos | Namn             |
| -- | ----------------------- | --- | ---------------- |
| 3  | USA                     | C   | Dom Núñez        |
| 6  | USA                     | C   | Brian Serven     |
| 1  | USA                     | INF | Garrett Hampson  |
| 7  | USA                     | INF | Brendan Rodgers  |
| 11 | Kuba                    | INF | José Iglesias    |
| 24 | USA                     | INF | Ryan McMahon     |
| 25 | USA                     | INF | C.J. Cron        |
| 44 | Dominikanska republiken | INF | Elehuris Montero |
| 9  | USA                     | OF  | Connor Joe       |
| 15 | USA                     | OF  | Randal Grichuk   |
| 19 | USA                     | OF  | Charlie Blackmon |
| 22 | USA                     | OF  | Sam Hilliard     |
| 36 | USA                     | OF  | Wynton Bernard   |

### Skadade
| Nr | Land                    | Pos | Namn           |
| -- | ----------------------- | --- | -------------- |
| 37 | Dominikanska republiken | P   | Alex Colomé    |
| 40 | USA                     | P   | Tyler Kinley   |
| 41 | USA                     | P   | Chad Kuhl      |
| 43 | Venezuela               | P   | Jhoulys Chacín |
| 45 | USA                     | P   | Scott Oberg    |

| Nr | Land                    | Pos | Namn             |
| -- | ----------------------- | --- | ---------------- |
| 46 | Dominikanska republiken | P   | Helcris Olivarez |
| 47 | USA                     | P   | Ryan Rolison     |
| 35 | Venezuela               | C   | Elías Díaz       |
| 2  | Venezuela               | OF  | Yonathan Daza    |
| 23 | USA                     | OF  | Kris Bryant      |

## Fotogalleri

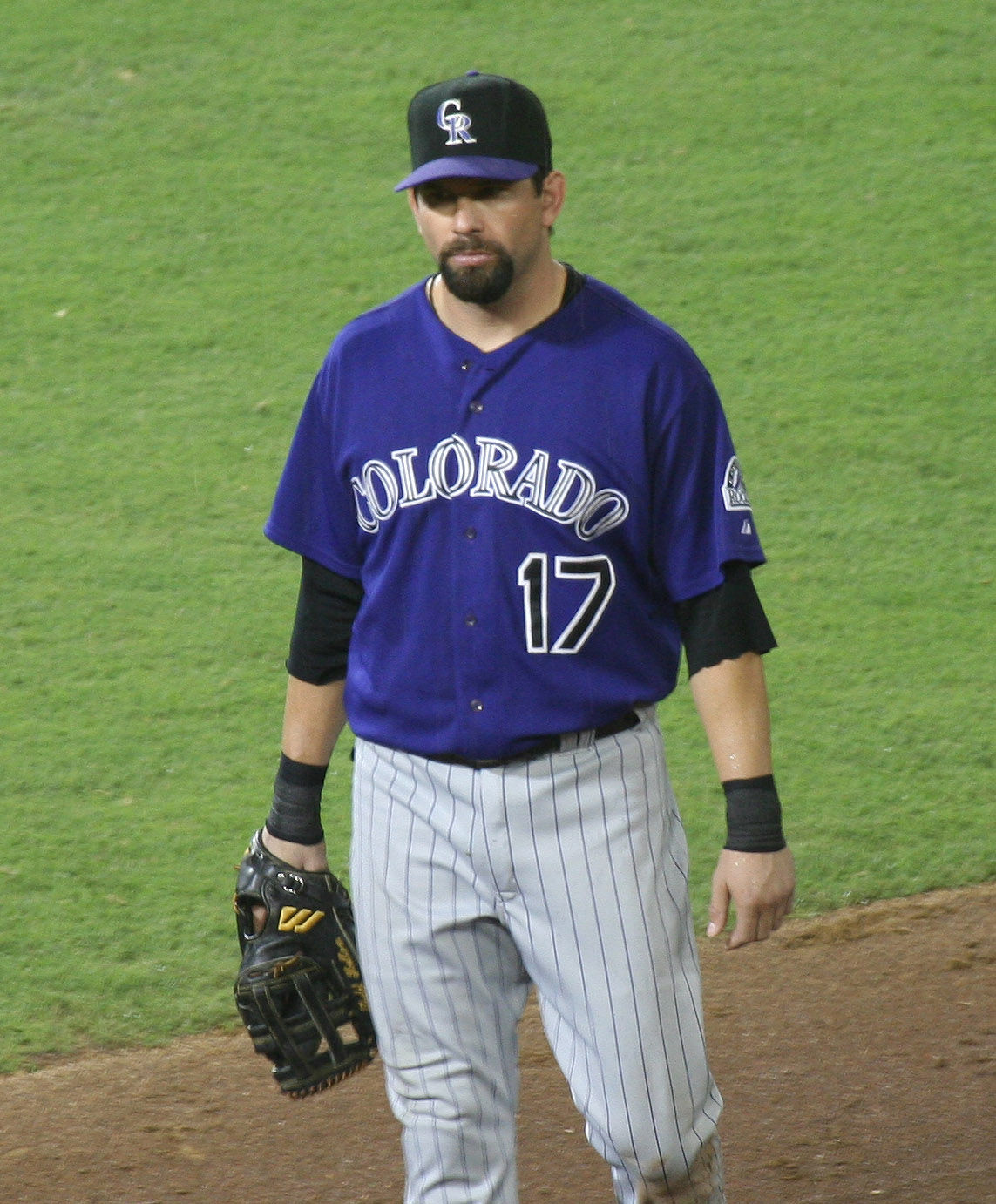
Todd Helton.
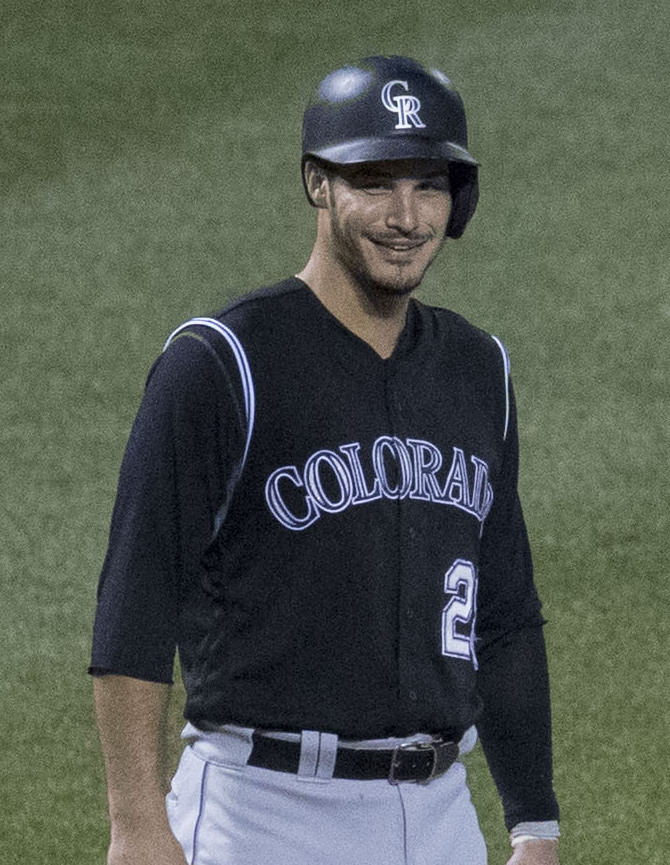
Nolan Arenado.
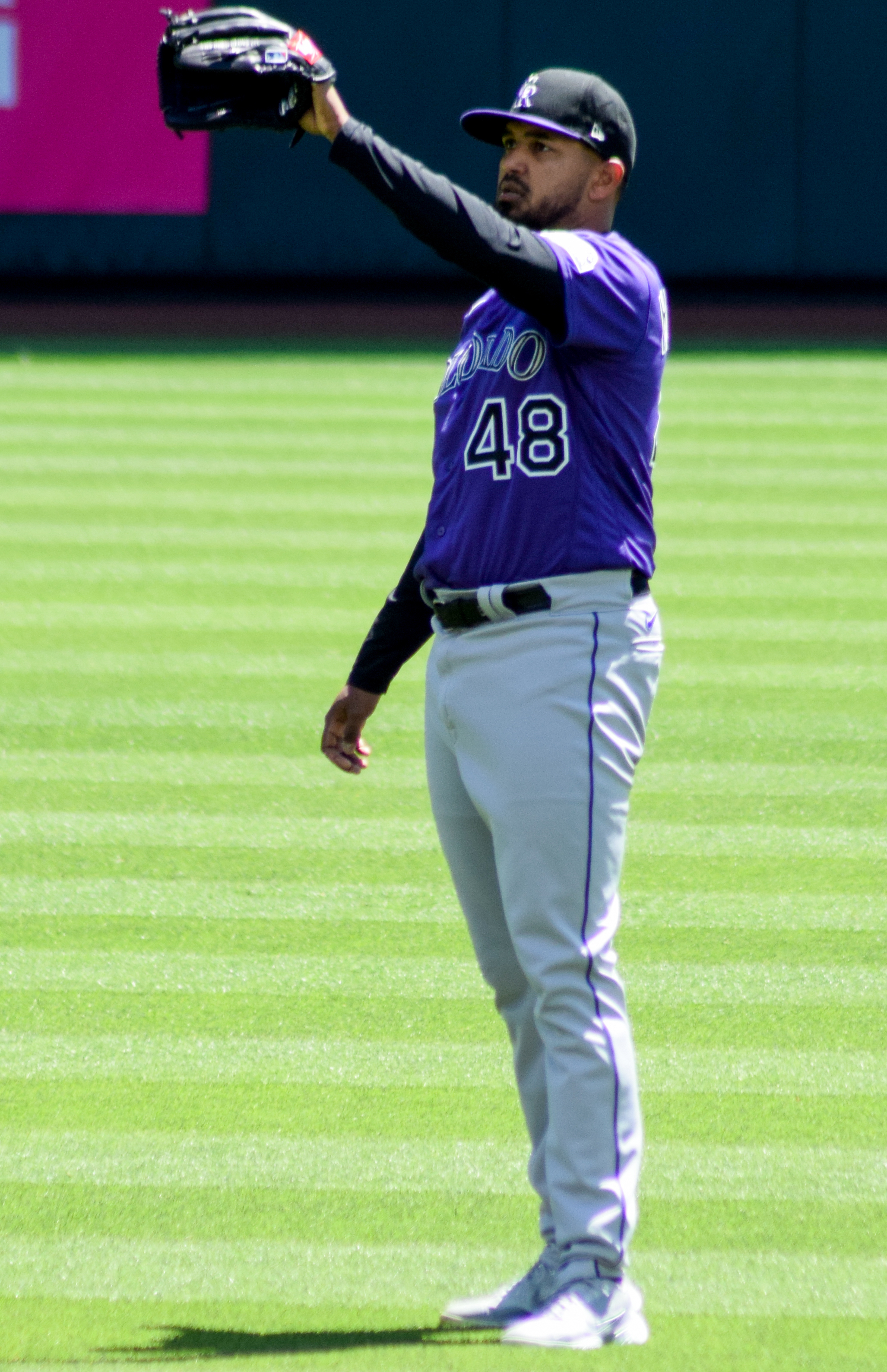
Germán Márquez.